# Грб Крапинско-загорске жупаније
Грб Крапинско-загорске жупаније је званични грб хрватске територијалне јединице, Крапинско-загорска жупанија. 

## Опис грба
Грб Крапинско-загорске жупаније је грб који је вертикално подељен на два симетрична, насупротно обојена дела. На грбу се налази зид, а понад њега три шестокраке звезде. Линија која дели штит на две половине пресеца зид и централну звезду по пола. Хералдички гледано, на десној страни штита је црвена подлога са златним зидом и 1,5 златном шестокраком звездом, а на левој страни штита је златна подлога са црвеним зидом и 1,5 црвеном шестокраком звездом.